# Alexei Alexejewitsch Bobrinski

Alexei Alexejewitsch Bobrinski

Graf Alexei Alexejewitsch Bobrinski (russisch Алексей Алексеевич Бобринский; * 6. Januar 1800 in Sankt Petersburg; † 7. Oktober 1868 in Smila) war ein russischer Offizier, Kammerherr, Hofstallmeister und Enkel der Zarin Katharina II. Er gilt als Begründer der russischen Zuckerrübenindustrie.

## Leben
Seine Eltern waren der russische Generalmajor Graf Alexei Grigorjewitsch Bobrinski (1762–1813), unehelicher Sohn der Zarin Katharina II. aus der Verbindung mit Graf Grigori Orlow und Johanna Magdalena Margarethe Bobrinskaja geb. von Ungern-Sternberg (1769–1846). 
Alexei Alexejewitsch Bobrinski begann zunächst eine berufliche Laufbahn beim Militär, wo er seit 1817 im Husarenregiment diente. 1827 schied er im Rang eines Leutnant aus, wechselte darauf 1833 ins russische Finanzministerium und wurde später kaiserlicher Kammerherr und Hofstallmeister. Auf seinem Landgut Michailovskoje im Kreis Bogorodizk im Gouvernement Tula betrieb er eine Rübenzuckerfabrik, deren Dampfmaschinen mit Holz geheizt wurden. Des Weiteren ließ er dort Bohrversuche anstellen, um den Abbau fossiler Brennstoffe zu prüfen. Die Ökonomischen Gesellschaft in St. Petersburg zeichnete ihn für sein unternehmerisches Engagement mit der Goldenen Medaille aus. Alexei Alexejewitsch Bobrinski starb am 7. Oktober 1868 in Smila und fand seine letzte Ruhestätte in der Mariä-Verkündigungs-Kirche des Sankt Petersburger Alexander-Newski-Klosters.

## Familie
Alexei Alexejewitsch Bobrinski heiratete Sofja Alexandrowna Bobrinskaja (1797–1866). Seine Kinder waren:
- Alexander Alexejewitsch Bobrinski (1823–1909)
- Wladimir Alexandrowitsch Bobrinski (1824–1898)
- Lew Alexejewitsch Bobrinski (1831–1915)

## Auszeichnungen
- Orden der Heiligen Anna, 1. Klasse
- Orden des Heiligen Stanislaus, 1. Klasse
- Orden des Heiligen Wladimir, 2. Klasse
- Kaiserlich-Königlicher Orden vom Weißen Adler